# Sông Okhota
Okhota (tiếng Nga: Охота, nghĩa là đi săn, bắt nguồn từ tiếng Tungus có nghĩa là  "sông
") là một sông tại vùng Khabarovsk của Nga, sông chảy về phía nam và đổ vào biển Okhotsk tại thị trấn cảng Okhotsk.
Okhota có chiều dài 393 km, diện tích lưu vực là 19.100 km². Sông bị đóng băng từ đầu tháng 11 đến tháng 5 và băng tuyết vẫn còn trên thung lũng sông cho đến cuối tháng 6. Ở phía đông là sông Kukhtui chảy song song và sau đó là dãy Kukhtui. Ở phía tây là sông ngắn Urak và ở phía bắc là dãy Yudoma. Phía bắc của đầu nguồn sông, ở sườn khác của dãy Suntar-Khayata, một con sông khác chảy theo hướng bắc và đổ vào sông Indigirka gần Omyakon.
Sông khởi nguồn từ dãy Suntar-Khayata với độ cao 1.200 mét trên mực nước biển tại điểm hợp lưu của các sông Okhota Tả và Hữu. Chúng dài khoảng 10 km và khởi nguồn từ những nơi có độ cao từ 1.800 tới 2.000 mét. Ban đầu còn là một khe suối trên núi, dòng nước sau đó chảy dọc theo sông Kukhtui tại một thung lũng rộng giữa dãy Yudom và dãy Kukhtuy và đổ vào Kukhtui ở bến cảng Okhotsk, tách biệt với biển bằng một mũi cát. Năm 1810 dòng sông bị tắc nghẽn do đóng băng và tạo nên một cửa mới chảy qua mũi cát ở Novoye Ustye.
Bên bờ sông chủ yếu là rừng. Trên sông có loài cá hồi. Tàu nhỏ có thể thông thành ở phần hạ lưu của sông.